# Josh O'Connor
Josh O'Connor (Southampton, Hampshire; 20 de mayo de 1990) es un actor británico. Es conocido por sus papeles como Johnny Saxby en la película God's Own Country (2017), por el de Lawrence Durrell en la serie televisiva The Durrells (2016-2019) y por interpretar al entonces príncipe Carlos de Gales (actual Carlos III) en la tercera y cuarta temporada de The Crown. Por este último papel ha ganado un premio Emmy, un Globo de Oro, un Premio de la Crítica Televisiva y dos premios SAG.

## Primeros años
Nació en Southampton, Hampshire, Inglaterra. Es nieto del escultor británico John Bunting y descendiente de la dinastía Bunting Tea. Su tía materna es la escritora y comentarista británica Madeleine Bunting. Su ascendencia es irlandesa, inglesa, escocesa y, a través de su bisabuela matrilineal, asquenazí y sefardí.
Se educó en la Bristol Old Vic Theatre School, de donde se graduó en 2011.

## Carrera como actor
En 2012 participó en la serie de televisión Lewis. En 2015, en la película biográfica The Program, interpretó a Rich. Mientras que, al año siguiente asumió el papel de Donaghy en Florence Foster Jenkins, protagonizada por Meryl Streep y Hugh Grant.
A partir de 2016, interpretó al escritor Lawrence "Larry" Durrell en las cuatro temporadas de la comedia dramática The Durrells. 
En 2017, interpretó a Johnny Saxby en la película dramática británica God's Own Country, dirigida por Francis Lee. La película se estrenó en el Festival de Cine de Sundance el 23 de enero de 2017. Por su actuación, recibió un Premio Británico de Cine Independiente al Mejor Actor.
En el teatro, ha aparecido con la Royal Shakespeare Company en The Shoemaker's Holiday and Oppenheimer, en Donmar Warehouse en Versalles y en Southwark Playhouse en Farragut North . 
En julio de 2018, se confirmó que conformaría el elenco de la serie de Netflix The Crown para interpretar el papel del Príncipe Carlos en las temporadas 3 y 4.
O'Connor protagonizó junto a Laia Costa el debut como directora de Harry Wootliff, Only You, que se estrenó en competencia en el London Film Festival el 19 de octubre de 2018. Por su actuación, recibió un Premio Británico de Cine Independiente al Mejor Actor.
En 2025, O’Connor coprotagoniza junto a Paul Mescal la película The History of Sound, dirigida por Oliver Hermanus y basada en el cuento corto de Ben Shattuck. Ambientada durante la Primera Guerra Mundial, la historia sigue a dos jóvenes que viajan por Estados Unidos grabando voces de personas para capturar la esencia del país antes de partir al frente. La película, con tintes románticos y dramáticos, marca una colaboración destacada entre dos de los actores británicos más reconocidos de su generación. 

## Filmografía

### Cine
| Año  | Título                                 | Papel                                | Notas | Ref.   |
| ---- | -------------------------------------- | ------------------------------------ | --- | ------ |
| 2011 | Michael Myers in Love                  | —                                    | Compositor de cortometraje |        |
| 2012 | The Eschatrilogy: Book of the Dead     | Zombi                                | |        |
| 2013 | The Magnificent Eleven                 | Andy                                 | |        |
| 2014 | Hide and Seek                          | Max                                  | |        |
| 2014 | The Riot Club                          | Ed                                   | |        |
| 2015 | Bridgend                               | Jamie                                | |        |
| 2015 | Cinderella                             | Guardia de palacio de salón de baile | |        |
| 2015 | Holding on for a Good Time             | Charlie                              | Cortometraje |        |
| 2015 | The Program                            | Rich                                 | |        |
| 2016 | Florence Foster Jenkins                | Donaghy                              | |        |
| 2016 | Best Man                               | Donald                               | Cortometraje |        |
| 2017 | God's Own Country                      | Johnny Saxby                         | Ganador: Festival Internacional de Cine de Estocolmo - Mejor Actor Ganador: Premio Británico del Cine Independiente al Mejor Actor Ganador: Premio Empire a la Mejor Revelación Masculina Nominado: Premio BAFTA a la Estrella Emergente Nominado: Evening Standard British Film Awards por Avance del año Nominado: Premio del Círculo de Críticos de Cine de Londres al Actor Británico/Irlandés del año |        |
| 2017 | The Colour of His Hair                 | Peter                                | Cortometraje, documental |        |
| 2018 | Only You                               | Jake                                 | Ganador: Premio Británico de Cine Independiente al Mejor Actor |        |
| 2019 | Hope Gap                               | Jamie                                | |        |
| 2020 | Emma                                   | Sr. Elton                            | |        |
| 2021 | Mothering Sunday                       | Paul Sheringham                      | |        |
| 2022 | Aisha                                  | Conor Healy                          | |        |
| 2023 | Lee                                    | Antony Penrose                       | |        |
| 2023 | La quimera                             | Arthur                               | |        |
| 2023 | Bonus Track                            | Jonno                                | También guionista | [ 10 ] |
| 2024 | Challengers                            | Patrick Zweig                        | | [ 11 ] |
| 2025 | Wake Up Dead Man: A Knives Out Mystery |                                      | | [ 12 ] |

### Televisión
| Título  | Año              | Papel                    | Notas |
| ------- | ---------------- | ------------------------ | --- |
| 2012    | Lewis            | Charlie Stephenson       | Episodio: «Generation of Vipers» |
| 2013    | Doctor Who       | Piotr                    | Episodio: «Cold War» |
| 2013    | Law & Order: UK  | Rob Fellows              | Episodio: «Dependent» |
| 2013    | The Wipers Times | Dodd                     | Película de televisión |
| 2013    | London Irish     | James                    | Episodio: «1.2» |
| 2014    | Peaky Blinders   | James                    | 3 episodios |
| 2014    | Ripper Street    | PC Bobby Grace           | 8 episodios |
| 2015    | Father Brown     | Leo Beresford            | Episodio: «The Curse of Amenhotep» |
| 2016-19 | The Durrells     | Lawrence Durrell         | 26 episodios |
| 2019    | Los Miserables   | Marius Pontmercy         | 3 episodios |
| 2019-20 | The Crown        | Príncipe Carlos de Gales | Elenco principal, 3° y 4° temporada; Premio del Sindicato de Actores al Mejor Reparto de Televisión - Drama Globo de Oro al mejor actor de serie de televisión - Drama Premio de la Crítica Televisiva al mejor actor en una serie dramática |
| 2021    | Romeo & Juliet   | Romeo                    | Película para televisión |

## Premios y nominaciones

### Premios Globo de Oro
| Año  | Categoría                                  | Trabajo nominado | Resultado |
| ---- | ------------------------------------------ | ---------------- | --------- |
| 2021 | Mejor actor de serie de televisión - Drama | The Crown        | Ganador   |

### Premios del Sindicato de Actores
| Año  | Categoría                           | Trabajo nominado | Resultado |
| ---- | ----------------------------------- | ---------------- | --------- |
| 2020 | Mejor reparto de televisión - Drama | The Crown        | Ganador   |
| 2021 | Mejor reparto de televisión - Drama | The Crown        | Ganador   |
| 2021 | Mejor actor de televisión - Drama   | The Crown        | Nominado  |

### Premios BAFTA
| Año  | Categoría                             | Trabajo nominado              | Resultado |
| ---- | ------------------------------------- | ----------------------------- | --------- |
| 2018 | Premio Orange a la estrella emergente | Por su trayectoria ascendente | Nominado  |

### Premios Primetime Emmy
| Año  | Categoría                     | Trabajo nominado | Resultado |
| ---- | ----------------------------- | ---------------- | --------- |
| 2021 | Mejor actor - Serie dramática | The Crown        | Ganador   |

### Sociedad Internacional de Cinéfilos
| Año  | Categoría   | Trabajo nominado | Resultado | Ref.   |
| ---- | ----------- | ---------------- | --------- | ------ |
| 2024 | Mejor actor | La quimera       | Nominado  | [ 13 ] |

### Premios de la Crítica Televisiva
| Año  | Categoría                          | Trabajo nominado | Resultado |
| ---- | ---------------------------------- | ---------------- | --------- |
| 2021 | Mejor actor en una serie dramática | The Crown        | Ganador   |

### British Independent Film Awards
| Año  | Categoría   | Trabajo nominado  | Resultado |
| ---- | ----------- | ----------------- | --------- |
| 2017 | Mejor actor | God´s Own Country | Ganador   |
| 2019 | Mejor actor | Only You          | Ganador   |